# تايناست (تاينست)
تايناست هي إحدى مشيخات المملكة المغربية، تتبع جغرافيا لإقليم تازة وإداريًا لتاينست. يقدر عدد سكانها بـ 785 نسمة حسب الإحصاء الرسمي للسكان والسكنى لسنة 2004.